# Rayo Vallecano de Madrid (féminines)
Maillots
Actualités
Dernière mise à jour : 24 juillet 2018.
Le Rayo Vallecano de Madrid est un club espagnol basé à Madrid possédant une section de football féminin. Le club compte trois participations en Ligue des champions féminine de l'UEFA.

## Effectif actuel
| N° | Nat.                   | Poste | Nom du joueur     |
| -- | ---------------------- | ----- | ----------------- |
| 1  | Drapeau de l'Espagne   | G     | Patricia Larqué   |
| 2  | Drapeau des États-Unis | D     | Danielle Hayden   |
| 3  | Drapeau de l'Espagne   | D     | Laia Ballesté     |
| 4  | Drapeau de l'Espagne   | M     | Pilar García      |
| 5  | Drapeau de l'Espagne   | D     | Paula Andújar     |
| 6  | Drapeau de l'Espagne   | M     | Paula Fernández   |
| 7  | Drapeau de l'Espagne   | A     | Iris              |
| 8  | Drapeau du Japon       | M     | Yōko Tanaka       |
| 9  | Drapeau du Brésil      | A     | Isadora Freitas   |
| 10 | Drapeau du Chili       | M     | Yanara Aedo       |
| 11 | Drapeau du Monténégro  | A     | Slađana Bulatović |

| No. | Nat.                 | Position | Nom du joueur   |
| --- | -------------------- | -------- | --------------- |
| 12  | Drapeau de l'Espagne | M        | Patri Hidalgo   |
| 13  | Drapeau de l'Espagne | G        | Yohana Gómez    |
| 14  | Drapeau de l'Espagne | M        | Pauleta         |
| 17  | Drapeau du Brésil    | A        | Millene Cabral  |
| 18  | Drapeau du Chili     | D        | Camila Sáez     |
| 19  | Drapeau de l'Espagne | A        | Carla Bautista  |
| 20  | Drapeau du Danemark  | D        | Cecilie Struck  |
| 21  | Drapeau de l'Espagne | M        | Leles           |
| 22  | Drapeau de l'Espagne | D        | María Bores     |
| 27  | Drapeau de l'Espagne | M        | Claudia Cabezas |
| 28  | Drapeau de l'Espagne | D        | Esther Calderón |

## Palmarès
- Championnat d'Espagne de football féminin
  - Champion : 2009, 2010 et 2011
  - Vice-champion : 2008

- Coupe d'Espagne de football féminin
  - Vainqueur : 2008
  - Finaliste : 2010